# トマス・タナー (好古家)

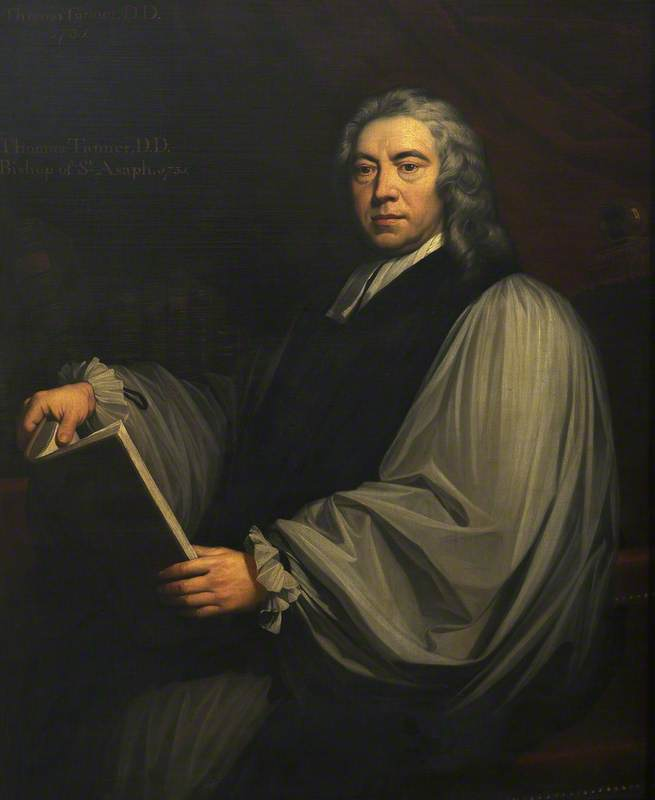
タナー主教

トマス・タナー（Thomas Tanner、1674年1月24日 - 1735年12月14日）は、イングランドの好古家、イングランド国教会の主教。

## 生涯
タナーは、ウィルトシャー州のマーケット・ラヴィントンに生まれ、オックスフォード大学ザ・クイーンズ・カレッジに学び、1694年に叙任された。翌年、オックスフォード大学オール・ソウルズ・カレッジのチャプレンとなり、次いでフェローとなったが、数年後に、当時のノリッチ主教で、後にイーリー主教に転じたジョン・ムーア付きの牧師となり、ムーアによってノリッジ教区の事務長（chancellor）に任じられた。1701年から1731年まで、ノーフォーク州に居住していた。1706年、ノリッジ近郊のソープ（Thorpe）の教区牧師（Rector）となり、1713年にはイーリー大聖堂の律修司祭となり、さらに1724年にはオックスフォード大学クライスト・チャーチの律修司祭となった。1732年1月23日、タナーはセント・アサフの主教（Bishop of St Asaph）に任命され、以降は、ロンドン、オックスフィード、北ウェールズの間を行き来して過ごした。タナーはオックスフォードで没した。

## 業績
タナーの存命中に出版された主要な著作は、イングランドとウェールズの宗教施設を網羅し簡単な説明をつけた『Notitia Monastica』であった。これは1695年にオックスフォードで出版された。1744年には、タナーのきょうだいであったジョン・タナー（John Tanner）によって増補の上、再版され、次いで1787年にはジェイムズ・ネスミス（James Nasmith）によってさらに増補され、再々版された。タナーは、17世紀に入る時期より前のイングランド、スコットランド、アイルランドで活動した著作家の事典『Bibliotheca Britannico-Hibernica』を40年かけて執筆した。これは後にデイヴィッド・ウィルキンス（David Wilkins）が完成させ、タナーが没した13年後の1748年に出版した。タナーはまた、ウィルトシャー州の歴史についての史料も収集し、また時おり、ジョン・リーランド（John Leland）の作品の新しいエディションの作成にも取り組んだ。タナーが収集した稀覯書や手稿のコレクションは、オックスフォードのボドリアン図書館に収蔵されている。